# Корнету (Долж)
Корнету (рум. Cornetu) насеље је у Румунији у округу Долж у општини Шимнику де Сус. Oпштина се налази на надморској висини од 140 m.

## Становништво
Према подацима из 2002. године у насељу је живело 574 становника, од којих су сви румунске националности.